# Dendrocerus liebscheri
Dendrocerus liebscheri is een vliesvleugelig insect uit de familie van de Megaspilidae. De wetenschappelijke naam van de soort is voor het eerst geldig gepubliceerd in 1972 door Dessart.